# إرنست أنتوي
إرنست أنتوي (بالإنجليزية: Ernest Antwi) هو لاعب كرة قدم غاني، ولد في 9 سبتمبر 1995 في أكرا في غانا. لعب مع أوليفيرا دو هوسبيتال.

## وصلات خارجية
- إرنست أنتوي على موقع قاعدة بيانات كرة القدم.إي يو (الإنجليزية)
- إرنست أنتوي على موقع Soccerway.com (الإنجليزية)